# Пикелли, Сара
Сара Пикелли (итал. Sara Pichelli, в любительских переводах Пичелли; род.15 апреля 1983 г.) — итальянская художница комиксов, более известная первыми иллюстрациями персонажа Майлза Моралеса из серии комиксов «Ultimate Spider-Man». Вскоре после начала профессиональной деятельности в качестве художника-мультипликатора Сара Пикелли познакомилась с комикс-индустрией. Некоторое время она работала на IDW Publishing, после чего в 2008 г. была выбрана по результатам международного поиска талантливых художников компанией Marvel Comics. После работы над некоторыми комиксами компании, такими как "Намора"и др., Сара была назначена главным художником второго тома комиксов «Ultimate Comics: Spider-Man», премьера которого состоялась в сентябре 2011 г. В этом же году Сара Пикелли стала обладательницей премии Eagle Award в номинации «Лучший новый художник».

## Профессиональная деятельность

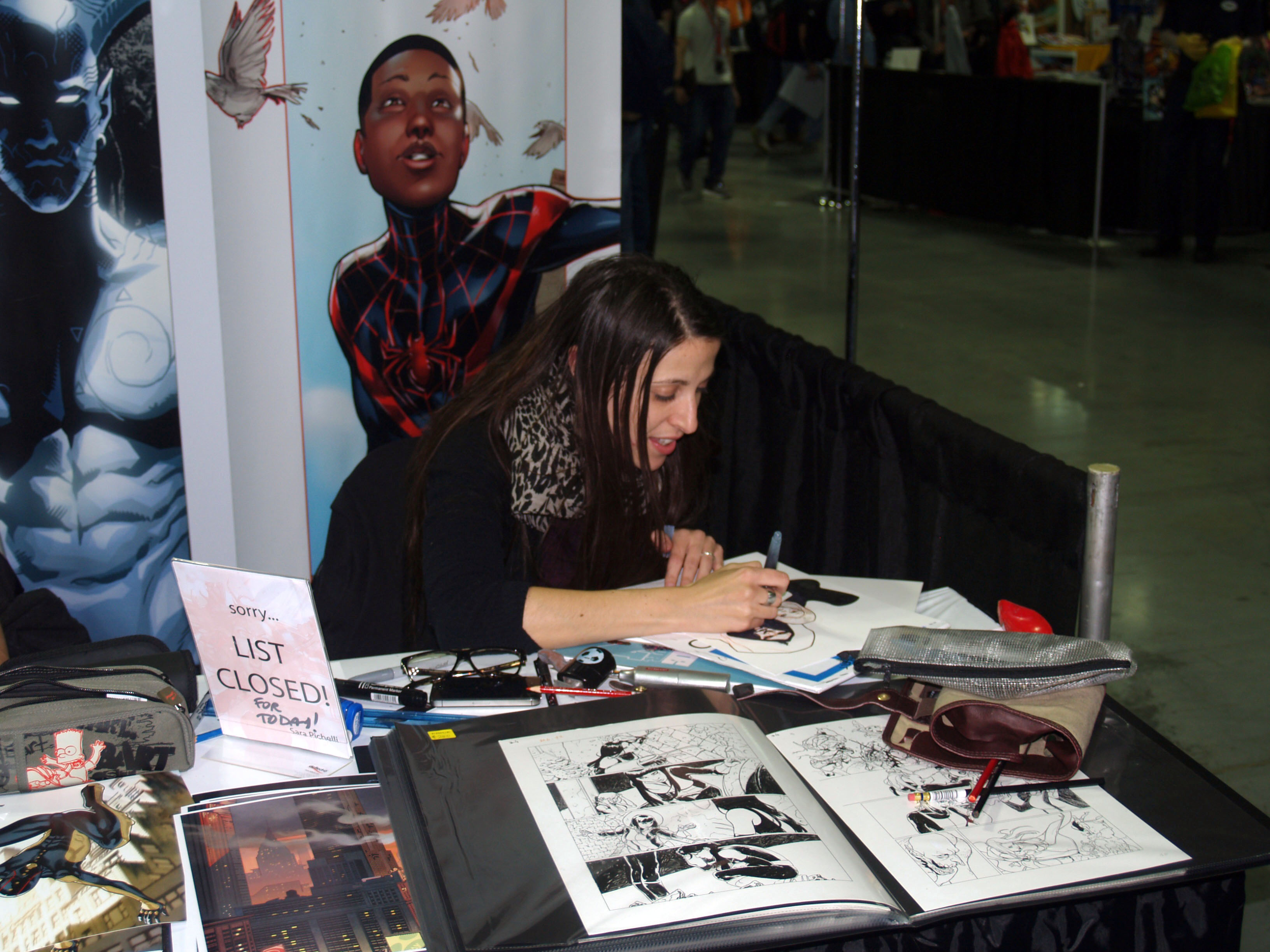
Сара рисует на мероприятии New York Comic Con

Сара Пикелли родилась в городе Порто-Сант-Эльпидио, Италия. Свою профессиональную деятельность она начинала в качестве художника-раскадровщика, художника-мультипликатора и дизайнера персонажей. «Это было не по мне», — так описывает Сара свою работу. «Я ощущала себя крохотным винтиком в механизме». В комикс-индустрии она начала работать, познакомившись с художником Дэвидом Мессиной. До этого ее не очень интересовали комиксы, и она предпочитала анимационные фильмы и аниме. Сара помогала Дэвиду с разработкой макетов и работала над такими известными комиксами, как "Star Trek"от издательства IDW Publishing, включая издания «Star Trek: Обратный отсчет» и «Star Trek: Нерон». В 2008 г. Сара Пикелли отправила свои работы на международный конкурс талантов от Marvel (Chesterquest international talent search) и стала одним из финалистов, которых назвал редактор Marvel Comics Ц. Б. Цебульски. Так началась ее работа в знаменитой компании. В настоящее время Сара иллюстрирует работы для Marvel на дому в Риме.
Первой работой Сары для Marvel Comics в 2008 г. стала ограниченная серия комикса «NYX: No Way Home», за которым, в 2009 г., последовало сотрудничество с писательницей Кэтрин Иммонен над созданием «Беглецов». Их сотрудничество продолжилось над ограниченной серией комикса «Люди-Икс: Пикси наносит ответный удар», изданного в декабре 2009. В комикс повествует о Пикси, персонаже из «Людей-Икс». Сара Пикелли была автором иллюстраций к сюжету серии комиксов «I Am An Avenger» (май 2010 — март 2011), а затем она присоединилась к команде, работающей над «Ultimate Comics: Spider-Man», начиная с выпуска № 15 (октябрь 2010). По окончании работы над последним выпуском серии, Сара присоединилась к созданию ограниченной серии «Ultimate Fallout» (2011 г.), впервые проиллюстрировав персонажа Майлза Моралеса в роли Человека-паука во вселенной Ultimate Marvel. Сара Пикелли стала иллюстратором перезапущенной в сентябре 2011 г. серии «Ultimate Comics: Spider-Man» с Майлзом Моралесом в роли главного героя.
В августе 2018 г. Сара Пикелли и писатель Дэн Слотт запустили новую серию «Фантастической Четверки».

## Техника и материалы
Сара пользуется графическим планшетом Cintiq 12wx. Иллюстрируя «Ultimate Comics: Spider-Man», Сара широко использовала технику скринтона, чтобы придать комиксу «более „поп-артовый“ вид», полагая, что такой подход был бы более уместен данной конкретной серии.
Придумывая внешний вид персонажей, Сара Пикелли уделяет особое внимание личности героев, включая предысторию их жизни, повлиявшей на их выбор, а также особенным чертам, свойственным этим персонажам, таким как их одежда, язык жестов и реплики. Эти принципы были использованы при создании Майлза Моралеса.

## Общественный резонанс
У компании Marvel есть три или четыре художника, которые Творят с большой буквы, они определяют будущий вид и стиль комиксов, следуя своему уникальному воображению. Мы видим в этих людях будущих лидеров Marvel, и я считаю, что Сара одна из них. Ее работы полны бодрости и забавности и жизни и энергичности и увлекательности. Они наполнены человечностью и участием, которые мне хотелось бы видеть в художниках Marvel.
В 2011 г. Сара Пикелли стала обладательницей премии Eagle Award в номинации «Лучший новый художник». Среди победителей также присутствовали Рафаэль Альбукерке, Фиона Стэплз, Шон Мёрфи и Брайан Ли О’Мэлли. Марк Паникшия, ведущий редактор Marvel Comics, описал работы Сары так: «Каждый раз, когда мне попадаются новые страницы Сары, я вижу в ней все более серьезного художника. Уже сейчас ее работы неподражаемы, и я не могу представить, что нам ожидать от Сары в будущем». Том Бревурт, редактор Marvel Comics, назвал ее «настоящим прорывом», а также «талантом, которому суждено зажечься путеводной звездой». Дэвид Бразерс из ComicsAlliance восхищался её тщательной прорисовкой, и говорил, что, в особенности, ему нравится манера Сары вырисовывать волосы, выражения лица, а также язык жестов персонажей: «Первое и второе значительно влияют на атмосферу ее комиксов, а третье поднимает манеру повествования на совершенно иной уровень». Джесси Шедин, обозреватель из IGN, назвала рисунки Сары из серии «Ultimate Fallout» "живыми, кинематографичными и достаточно яркими, чтобы отличить ее рисунки от иллюстраций других художников «Ultimate Fallout».

## Личная жизнь
Сара Пикелли проживает в Риме, Италия.